# 奧索拉
奧索拉是俄羅斯的城鎮，由堪察加邊疆區負責管轄，位於堪察加半島北面，距離首府堪察加彼得罗巴甫洛夫斯克約750公里，始建於1937年，面積約5公里，2010年人口2,111。